# Meximieux
Meximieux je francouzská obec v departementu Ain v regionu Auvergne-Rhône-Alpes. V roce 2011 zde žilo 7 253 obyvatel. Je centrem kantonu Meximieux.

## Sousední obce
Charnoz-sur-Ain, Chazey-sur-Ain, Pérouges, Rignieux-le-Franc, Saint-Éloi, Villieu-Loyes-Mollon

## Vývoj počtu obyvatel
Počet obyvatel 